# Beniamino Stella
Beniamino Stella (Pieve di Soligo, 18 de Agosto de 1941) é um cardeal-bispo católico italiano, Prefeito-emérito para a Congregação para o Clero.

## Biografia e formação
Dom Beniamino foi o segundo dos doze filhos de Giuseppe Stella e Rosa Pederiva, que eram fazendeiros em Pieve di Soligo, na província vêneta de Treviso.
Seu pároco foi fundamental na sua decisão de ingressar no seminário. Depois de terminar o ensino médio, em 1960, mudou-se para Roma, ingressando no Seminário Pontifical Romano Maggiore. Estudou Filosofia e Teologia, na Pontifícia Universidade Lateranense.
Em 1965, seu bispo, Albino Luciani (que viria a se tornar Papa João Paulo I, eleito em 1978) da Diocese de Vittorio Veneto, mandou-o para a Pontifícia Academia Eclesiástica, em Roma, para estudar Diplomacia, curso que concluiu em 1970, obtendo também doutorado em Direito canônico.

## Sacerdócio
Foi ordenado sacerdote em 19 de março de 1966 pelo seu tio Costantino Stella, Arcebispo de Aquila. Incardinado na diocese de Vittorio Veneto.
A partir de 1970, começou sua carreira diplomática na Santa Sé, onde foi designado para trabalhar no escritório da Nunciatura Apostólica da capital dominicana de Santo Domingo (1970-1973), no Zaire, atual República Democrática do Congo (1973-1976).
Em 5 de setembro de 1974 foi nomeado Capelão de Sua Santidade.
De 1976 a 1978, serviu na Segunda Seção da Secretaria de Estado do Vaticano, seguindo depois para Malta, onde trabalhou como auditor na nunciatura, de 1978 e 1983. Em 1 de fevereiro de 1983, o Monsenhor Stella foi designado para o Conselho para Assuntos Públicos da Igreja, nomeado conselheiro de nunciatura.

## Episcopado
Em 21 de agosto de 1987, o Papa João Paulo II o nomeou Arcebispo titular na Diocese de Midila, na Numídia e Núncio Apostólico na República Democrática do Congo e Chade, trabalho exercido até 1992.
Recebeu a consagração episcopal em 05 de setembro de 1987 na Basílica de São Pedro pelas mãos do Papa João Paulo II, assistido pelo cardeal Eduardo Martínez Somalo, na época arcebispo titular na Arquidiocese de Tagora, e por Dom Jean Pierre Marie Orchampt, bispo de Angers.
Foi núncio em Cuba de 1992 a 1999 e núncio na Colômbia de 1999 a 2007.
Em 13 de outubro de 2007 foi nomeado pelo Papa Bento XVI, presidente da Pontifícia Academia Eclesiástica.
Em 21 de setembro de 2013 o Papa Francisco o nomeou Prefeito da Congregação para o Clero. Também foi nomeado em 30 de novembro de 2013, membro da Congregação para a Educação Católica e em 16 de dezembro de 2013, membro da Congregação para os Bispos.

## Cardinalato
Dom Beniamino foi criado formalmente Cardeal-diácono, com o título de Santos Cosme e Damião, no Consistório Ordinário Público de 2014, em 22 de fevereiro de 2014. Em 1 de maio de 2020, foi elevado ao posto de Cardeal-bispo da Diocese de Porto-Santa Rufina.